# Torrealta (Murcia)
Torrealta es una pedanía perteneciente al municipio de Molina de Segura, en la Región de Murcia, España.

## Geografía
Se encuentra en el límite de la llanura fluvial del río Segura, rodeado de extensas huertas, en su término desemboca en el Segura su afluente río Mula. 

### Localidades limítrofes
Su elevación más sobresaliente es el Cabezo de la Cruz, situado junto al núcleo urbano y las Cinco Flechas desde donde se pueden contemplar los municipios de Las Torres de Cotillas, Molina de Segura, Alguazas, Ceutí, Jabalí Nuevo, Espinardo, Murcia Capital e incluso la subida del puerto de la Cadena, paraje donde estuvo situado el Colegio Dolores Rex y hoy está el centro privado San Pablo-CEU de Murcia. 

### Clima y biodiversidad
La vegetación es la propia de un clima mediterráneo, con sequías rigurosas, semiárido, con temperaturas elevadas en verano y escasas precipitaciones, es de tipo estepario: Plantas xerófilas y termófilas, así como matorrales espinosos como son el palmito, esparto, cambrón y tomillo. 
En otros tiempos existió un pequeño bosque de ribera, situado en la desembocadura del río Mula, en el paraje denominado "Cola del Riacho" y "La Isla", conformado por álamos, sauces, chopos y otros arbustos de menor porte, constituyendo una zona de recreo que desapareció para ampliar zonas de cultivo y por la limpieza de los márgenes del Segura. 
La fauna se caracteriza por la abundancia de especies domésticas pero en el campo abierto como liebres y conejos; también encontramos especies características de todo el territorio levantino como el lagarto gigante, el zorrillo así como la existencia de perdices y gorriones.

## Historia
Los orígenes de Torrealta deben estar en el barrio de La Mola, porque constituye una segura atalaya a salvo de las inundaciones.  Además conserva un nombre que se ha transmitido de generación en generación, así como la calle que accede a ella, que se llama la calle de La Mola.
La voz "Mola" es prerrománica y significa "cerro escarpado en lo alto con cima plana". En ningún otro lugar de Molina existe un barrio o una calle que conserve el toponímico Mola, excepto en Torrealta. Ese hipotético asentamiento de la Mola debió de consistir en una torre vigía que posteriormente dio origen al nombre del pueblo.
La ciudad se pobló en el siglo XVII, según los registros existentes no debía de ser una población grande hasta el siglo XVIII, cuando la población aumentó con la llegada de vecinos de las poblaciones cercanas de La Ñora, Alguazas, Espinardo y Molina. 

## Fiestas

### Fiestas Patronales
Celebradas en honor de la Virgen de los Remedios, tienen lugar el fin de semana del primer domingo de septiembre.

### Vía Crucis Viviente
Se celebra el día de miércoles Santo por la noche, donde se representa la pasión de Cristo por las calles de la población. 
El origen de la celebración se encuentra en el 1982, cuando un grupo de vecinos, por iniciativa del entonces párroco José Moreno Martínez, iniciaron la representación de la Pasión de Cristo utilizando como escenario las calles de la villa.

### Fiesta de la Cruz
El fin de semana más cercano al día 3 de mayo, se celebra una fiesta en honor de la Santa Cruz, en la plaza que lleva su nombre.

### Fiesta del Cuerno
Se celebra el primer domingo de carnaval de todos los años. La fiesta amenizada por charangas realiza un recorrido por las calles del pueblo hasta la puerta de la iglesia dónde se reparten miles de "cuernos dulces" para todos los asistentes. 

### Procesión del Corpus Christi
Celebrada 60 días después del Domingo de Resurrección. El eje central de la festividad es la Procesión de la Custodia con el Santísimo por las calles del pueblo.